# Voluntarios Nacionales Karbi
La Karbi National Volunteers o Voluntarios Nacionales Karbi fue la primera gran organización nacionalista de la etnia karbi en Assam (India), habiendo sido fundada el 22 de marzo de 1994.
El 21 de mayo de 1999 se unió al Karbi Peoples Force formando el United People’s Democratic Solidarity (UPDS).
- Datos: Q11172260